# Теодор
Теодор је мушко име које води порекло од грчког имена (грч. Θεόδωρος) и има значење: дар божји. Женски парњак му је Теодора. Варијација Тивадар (мађ. Tivadar) име је које се користи у мађарском језику и представља самосталну скраћеницу имена Теодор (Теодор—тиодор—Тиадар—Тивадар).

## Имендани
- 20. април
- 30. април
- 28. јун
- 16. август
- 2. септембар
- 19. септембар
- 9. новембар
- 28. децембар

## Сродна имена
- Федор
- Тодор
- Тивадар

## Варијације у језицима
- Теодор,
- Фјодор (рус. Фёдор),
- Теодорус (лат. Theodorus).

## Имена из милоште
- Теди,
- Тео.

## Познате личности
- Теодор Адорно, немачки филозоф и композитор
- Фјодор Михајлович Достојевски (рус. Фёдор Михайлович Достоевский), руски писац
- Теодор Фонтан, немачки писац
- Теодор Херцл, аустријски писац
- Теодор Карман (мађ. Kármán Tódor), мађарски инжењер
- Теодор Рузвелт (енгл. Theodore Roosevelt), амерички председник
- Фјодор Иванович Шаљапин (рус. Fjodor Ivanovics Saljapin), руски певач
- Теодор Шторм, немачки писац
- Тивадар Чонтвари (мађ. Tivadar Kosztka Csontváry), сликар
- Тивадар Пушкаш (мађ. Puskás Tivadar), проналазач